# Parafia św. Bartłomieja w Kębłowie
Parafia św. Bartłomieja w Kębłowie – rzymskokatolicka parafia w Kębłowie, należy do dekanatu wolsztyńskiego archidiecezji poznańskiej.
Została utworzona w XII wieku.